# Врангел (планина)
Врангел (на английски: Wrangell Mountains) е мощен планински масив в югоизточната част на щата Аляска (96%) и в северозападната част на Канада, територия Юкон (4%). Масивът Врангел е съставна част на Северноамериканските Кордилери. Простира се от северозапад на югоизток на протежение 255 km, ширина до 230 km, площ 33 540 km. На северозапад, запад и югозапад е ограничен от долините на река Копър и левият ѝ приток Читина. На север в района на градчето Набесна, чрез ниска седловина се свързва с планината Аляски Кордилери, а на югоизток, в района на канадско-американската граница – с планината Свети Илия. По билото му се издигат няколко високи върхове и действащи вулкани: Блякбърн (4996 m), Санфорд (4949 m), вулк. Врангел (4317 m). Централните му части са покрити с фирнови полета, от които във всички посоки се спускат мощни планински ледници. От северните му склонове води началото си река Танана (ляв приток на Юкон), а от западните и южните – десните притоци на река Копър. Ниските части на склоновете му са заети от планинска тундра. Планинският масив е наименуван от руските изследователи на Аляска през 40-те години на XIX век в чест на видния руски полярен изследовател Фердинанд Петрович Врангел (1796 – 1870).